# Ліза Ніємі
Ліза Енн Гаапаніємі, у шлюбі Свейзі (англ. Lisa Niemi Swayze; нар. 26 травня 1956, Х'юстон, Техас, США) — американська акторка, кінорежисерка, сценаристка, продюсерка, танцюристка, хореографка та письменниця. Використовує сценічне ім'я «Ліза Ніємі».

## Життєпис
Народилася 26 травня 1956 року в Х'юстоні (штат Техас, США) в сім'ї фінських іммігрантів Емонда Мелвіна Гаапаніємі (1914—1984), директора служби збереження води Червоного Хреста, і медсестри Едни Керін Гіттінен (р. 1928). У Лізи є четверо старших братів і один молодший.
У 1974 році закінчила «Houston Ballet Dance Company». Для сценічного імені вона скоротила своє дошлюбне прізвище Гаапаніємі до Ніємі в 1977 році.

## Кар'єра
Ліза Ніємі почала кар'єру акторки, кінорежисерки, сценаристки, кінопродюсерки, танцюристки, хореографки й письменниці в 1975 році. На рахунку Ніємі десятки кінофільмів. Разом зі своїм чоловіком Патріком Свейзі Ніємі була сценаристкою, режисеркою й акторкою в роботі над картиною «Останній танець» 2003 року. Фільм заснований на п'єсі «Without a Word», яка до того з успіхом виконувалася вже 18 років і завоювала 6 премій. Ніємі так говорила про цю свою роботу: «Більшою частиною це ґрунтується на нашому досвіді як концертних танцюристів Нью-Йорка, і це вплинуло на безліч людей».
Ніємі (зі Свейзі) знялася в одній з головних ролей в картині «Сталевий світанок» 1987 року і також в головній ролі в картині «Beat Angel» 2004 року. Ніємі також знімалася в «Letters from a Killer», «Найближчий родич», «Янгер і Янгер», «Live! From Death Row», «У неї буде дитина» і «Slam Dance». Петсі Свейзі ставила хореографію для фільмів «Міський ковбой» і «Грандвью, США». Ніємі була режисеркою у фільмі «Dance» 1990 року.
Ніємі знялася в ролі Карли Фрост у 23 епізодах телесеріалу «Суперсила», що виходив з 1990 по 1991 роки. Також вона режисирувала епізод «My brother's Keeper», що вийшов 9 квітня 2009 року, телесеріалу «Звір», в якому знімався її чоловік.
29 вересня 2009 року Ніємі випустила книгу мемуарів, «The Time of My Life» (ISBN 978-1-4391-5858-6), яка стала бестселером за версією " Нью-Йорк Таймс. Співавтором книги став Патрік Свейзі, оскільки робота над книгою була закінчена незадовго до його смерті. 2 січня 2012 року Ніємі випустила і свої мемуари, книги «Worth Fighting For».

## Особисте життя
Навчаючись у Houston Ballet Dance Company, познайомилася з сином власника і директора організації, Патріком Свейзі; вони почали зустрічатися, коли їй було 15 років. Ніємі зі Свейзі одружилися 12 червня 1975 року і прожили разом до його смерті від раку підшлункової залози 14 вересня 2009 року.
Незабаром після одруження пара переїхала в Нью-Йорк для розвитку своєї танцювальної кар'єри й жили там до кінця 1970-х років, після чого переїхали в Лос-Анджелес, Каліфорнія. Крім танців та створення фільмів, вони разом займалися будівельним бізнесом і розведенням коней. Дітей не мали.
У 1985 році Ніємі придбала садибу з ділянкою у 20 000 м2 поблизу Angeles National Forest для «утримання собак, призових арабських скакунів і биків для родео». Також вона є власницею ранчо площею 81 км2 в Нью-Мексико.
Ліза є ліцензованою льотчицею і літаком доставляла чоловіка на лікування до його смерті. Під час зйомок «Останнього танцю» у Вінніпегу, Манітоба, Ніємі стала почесною мешканкою канадського міста. Після смерті чоловіка вона стала головною амбасадоркою надії для хворих на рак підшлункової залози в русі для підтримки хворих. У липні 2011 року вона була удостоєна звання дами й удостоєна Королівського ордена Франциска I.
28 грудня 2013 року було оголошено про її заручини з ювеліром Альбертом ДеПріско (нар. 1956), з яким вона зустрічалася 2 роки. 25 травня 2014 року вони одружилися.

## Вибрана фільмографія
| Рік  |   | Українська назва  | Оригінальна назва | Роль              |
| ---- | - | ----------------- | ----------------- | ----------------- |
| 1987 | ф | Танець смерті     | Slam Dance        | місіс Едріен Шелл |
| 1987 | ф | Сталевий світанок | Steel Dawn        | Каша              |
| 2003 | ф | Останній танок    | One Last Dance    | Крісса Лінд       |